# Cadillactica
Cadillactica è il secondo album in studio del rapper statunitense Big K.R.I.T., pubblicato nel 2014.

## Tracce
1. Kreation (Intro) – 3:20
2. Life – 3:30
3. My Sub Pt. 3 (Big Bang) – 3:11
4. Cadillactica – 4:28
5. Soul Food (featuring Raphael Saadiq) – 3:48
6. Pay Attention (featuring Rico Love) – 4:10
7. King of the South – 3:32
8. Mind Control (featuring E-40 & Wiz Khalifa) – 4:05
9. Standby (Interlude) – 1:39
10. Do You Love Me (featuring Mara Hruby) – 3:48
11. Third Eye – 4:00
12. Mo Better Cool (featuring Devin the Dude, Big Sant & Bun B) – 4:46
13. Angels – 3:46
14. Saturdays = Celebration (featuring Jamie N Commons) – 4:14
15. Lost Generation (featuring Lupe Fiasco) – 3:57

## Classifiche
| Classifica (2014) | Posizione raggiunta |
| ----------------- | ------------------- |
| Stati Uniti       | 5                   |